# Live in Albuquerque 1976
Live in Albuquerque 1976 é o terceiro álbum gravado ao vivo pela banda Bad Company, lançado a 8 de Agosto de 2006.
Devido a questões legais, o disco saiu de circulação e é pouco provável que seja mais editado.

## Faixas

### Disco 1
1. "Live For The Music" - 4:47
2. "Good Lovin' Gone Bad" - 4:04
3. "Deal with The Preacher" - 4:59
4. "Ready For Love" - 6:55
5. "Wild Fire Woman" - 6:15
6. "Young Blood" - 2:47
7. "Sweet Little Sister" - 4:11
8. "Simple Man" - 4:37
9. "Shooting Star" - 6:22
10. "Seagull" - 4:07

### Disco 2
1. "Run With The Pack" - 6:22
2. "Feel Like Making Love" - 5:46
3. "Rock Steady" - 4:43
4. "Honey Child" - 4:44
5. "Can't Get Enough" - 7:47
6. "Bad Company" - 8:33

## Créditos
- Paul Rodgers - Vocal, piano, guitarra, harmónica
- Mick Ralphs - Guitarra, vocal de apoio
- Boz Burrell - Baixo
- Simon Kirke - Bateria